# Датайола

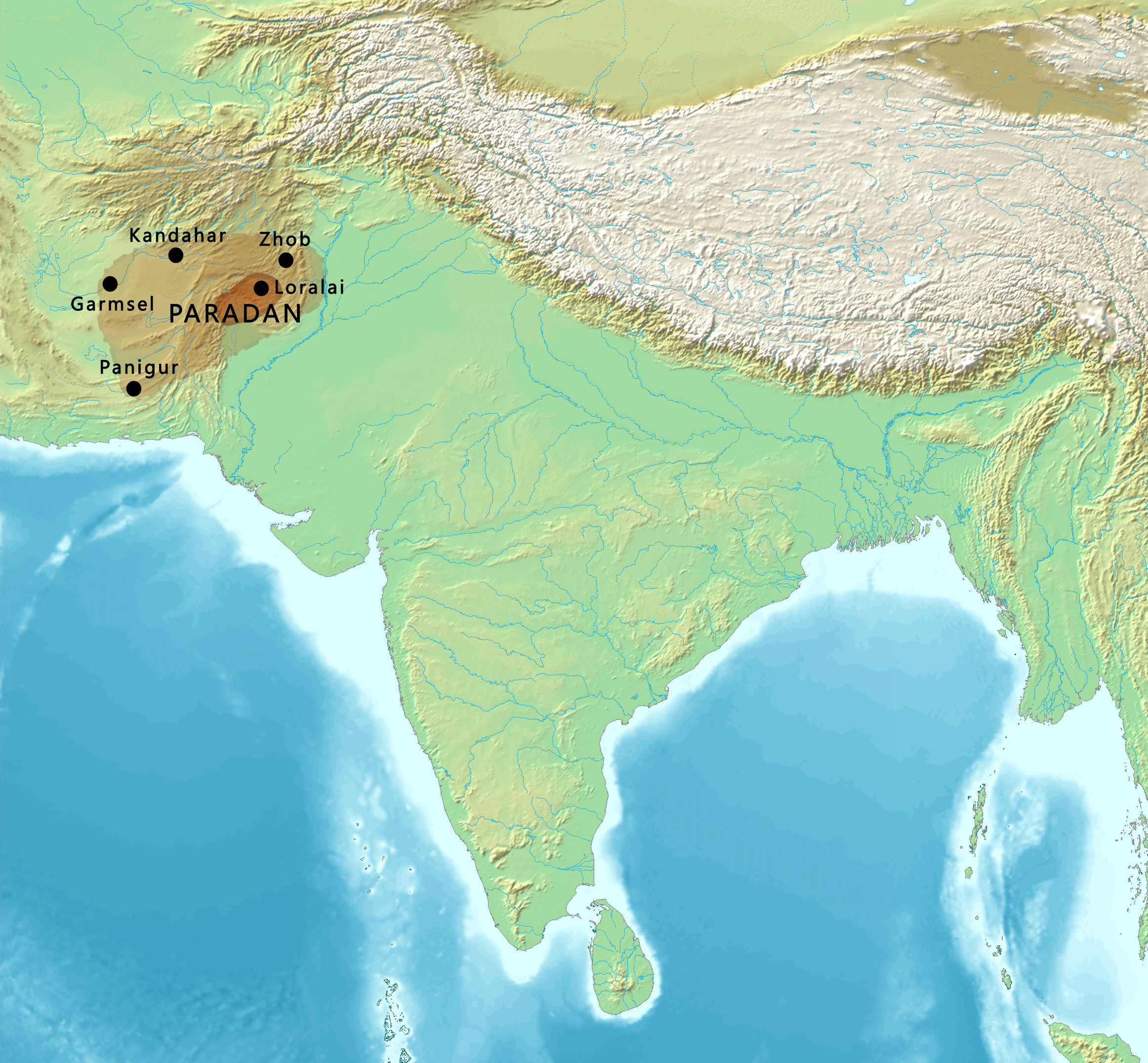
Карта Паратана

Датайола (или Датайола II) — последний известный по имени властитель Парадана из династии Паратараджей.
По предположению Х. Фалька, имя Датайолы означало «борец за закон». При этом исследователь отметил, что data была, скорее связана с иранским data — «закон», а не с индийским datta — «дающий». Отцом Датайолы был, вероятно, внук Бхимарджуны Датарвхарна, которого Датайола и сменил на престоле Парадана. Как отметил исследователь П. Тэндон, Датайола был назван, видимо, в честь не чеканившего собственных монет деда, что является нехарактерным для династии Паратараджей, но распространённым в Древнем мире.
Немногочисленный нумизматический материал Датайолы имеет большое стилистическое сходство с монетами его отца, а также Козии. Его отличает довольно грубое исполнение. Имеется и ряд характерных особенностей. Так впервые в истории Паратараджей появляются денежные средства такого крупного номинала как тетрадрахмы, что может свидетельствовать об увеличении инфляции в условиях продолжающей ухудшаться экономической ситуации в стране. На некоторых монетах вносятся корректировки в название династии. Часть их перечеканена из монет кушано-сасанидского царя Хормизда I, что показывает и на наличие связей между двумя государствами. Известны практически исключительно только медные монеты Датайолы. На их аверсе изображены правитель в полный рост в тюрбане со скипетром в правой руке, либо его бюст с трёхлепестковым цветком перед лицом. На реверсе — повёрнутая вправо или влево свастика и легенда на кхароштхи. Период правления Датайолы относят к 285—300 годам, по другим предположениям — к 275—300 или 300—325 годам. Имена последующих правителей Парадана, если они были, пока неизвестны.